# Tarawera
Gora Tarawera je vulkan na Severnem otoku Nove Zelandije znotraj starejše, a vulkansko produktivne kaldere Ōkataina. Je 24 kilometrov jugovzhodno od Rotorue in je sestavljen iz niza kupol iz riolitske lave, ki so bile razpokane po sredini zaradi eksplozivnega bazaltnega izbruha leta 1886. Medtem ko je bil izbruh leta 1886 bazalten, je študija je pokazala, da je bila v prejšnjih nedavnih riolitskih prevladujočih izbruhih le majhna bazaltna komponenta. Ta izbruh je bil eden največjih zgodovinskih izbruhov na Novi Zelandiji in je po ocenah ubil 120 ljudi. Razpoke potekajo približno 17 kilometrov severovzhod–jugozahod.
Sestavne kupole vulkana vključujejo kupolo Ruawahia (najvišja s 1111 metri), kupolo Tarawera in kupolo Wahanga. Obdaja ga več jezer, od katerih je večina nastala ali drastično spremenjena z izbruhom leta 1886. Sem spadajo jezera Tarawera, Rotomahana, Rerewhakaaitu, Ōkataina, Ōkareka, Tikitapu / modro in Rotokākahi / zeleno. Reka Tarawera teče proti severovzhodu čez severni bok gore od jezera Tarawera.
Leta 2000 je bila gora predana podplemenu Ngāti Rangitihi Te Arawa. Leta 2002 sta skupina in njihov najemnik onemogočila dotlej prost javni dostop do gore. Ta odločitev je povzročila jezo med prebivalci Rotorue.

## Zgodovina

### Izbruh Ōkareka
Izbruh, ki je povzročil Ōkareka Tefra, je bil datiran v 23.535 ± 300 let pred sedanjostjo. Imel je prostornino tefre približno 12 kubičnih kilometrov, vendar je lahko manjša, nastal je največ v dneh ali tednih. Zdi se, da je bila povezana gorska zgradba ob izbruhu na obeh koncih kompleksa in vključuje sedanje značilnosti na vzhodnem koncu, kot sta kupola Rotomahana (434 m) in otok Patiti (vrh je 404 m visoko), ki je sredi jezera Rotomahana. Polja lave na zahodnem koncu izvirajo iz virov, ki so bili najverjetneje zakopani v izbruhu Waiohau, imajo prostornino vsaj 5 kubičnih kilometrov in bi trajalo več let, da so nastajala. Zaliv Ōkareka je ločen, a sosednja vulkanska struktura v kalderi Ōkataina, odgovorna za Rotorua Tefra.

### Izbruh Rerewhakaaitu
Izbruh Rerewhakaaitu je bil pred kratkim ponovno datiran na 17.496 ± 462 let, približno v času zadnje ledeniške prekinitve, s prostornino tefre približno 7,5 kubičnih kilometrov. Drugi zgodovinski viri nakazujejo večji obseg. Vključeval je tri riolitne magme s skupno prostornino približno 5 kubičnih kilometrov, pri čemer je Rerewhakaaitu Tefra imela 15 riolitskih padcev. Južna (1024 m) in zahodna (446 m) kupola sta bili oblikovani v tem času in izliv lave 2 kubičnih kilometrov je ponovno trajal več let po veliko krajši tefrski fazi izbruha.

### Izbruh Waiohau
Izbruh Waiohaua se je zgodil pred 14.009 ± 155 leti (nedavno preoblikovan za nazaj). Nastali sta Kanakana (925 m) in vzhodna (529 m) kupola. Ocenjena skupna prostornina petnajstih ali več izbruhov Waiohau Tefra in nekaj lave je 2 kubična kilometra. Med enim od izbruhov je prišlo do strukturnega kolapsa takratne gore.

### Izbruh Kaharoa
Gora Tarawera je izbruhnila leta 1314 ± 12 n. št. v izbruhu Kaharoa. To je bilo le nekaj let po prvi naselitvi Maorov okoli leta 1280 n. št., čeprav se domneva, da do širše razširjene naselitve ni prišlo vse do 1320 do 1350 n. št.. Plinijska faza tega izbruha je bila sestavljena iz 11 ločenih epizod VEI 4, čeprav sta bili verjetno še dve diskretni subplinijski fazi v dvostopenjskem izbruhu iz vsaj dveh različnih odprtin vzdolž 8 km dolge razpoke. Skupni ekvivalent gostih kamnin (DRE) je bil vsaj 9,1 km³. Razporedil je Kaharoa Tefra, ki vsebuje zelo malo bistvenega minerala kobalta (pomanjkanje kobalta je dejavnik novozelandske grmovne bolezni), od vzhodne obale polotoka Northland, navzdol po polotoku Coromandel in čez Tarawero do severnega zaliva Hawke Bay na polotok Māhia. Celotna količina izbruhane snovi je bila več kot 5-krat večja od izbruha leta 1886 in naj bi znašala vsaj 15 km³ tefre. Ruawahia (1111 m), Tarawera (874 m), Wahanga (1025 m) in krater (1095 m) so nastale kupole.

### 1886 izbruh
Kmalu po polnoči zjutraj 10. junija 1886 je bilo na območju Rotorue čutiti vrsto več kot 30 vse močnejših potresov in do 2.45 zjutraj so izbruhnili trije vrhovi gore Tarawera, ki so razstrelili tri ločene stebre dima in pepela na tisoče metrov v nebo. Okoli 3.30 zjutraj se je začela največja faza izbruha; odprtine v Rotomahani so povzročile piroklastični tok, ki je uničil več vasi v radiju 6 kilometrov, Rožnate in Bele terase pa so bile videti izbrisane. Nedavna raziskava z uporabo matematičnega modeliranja dogodkov med poznejšo fazo izbruha Rotomahane je skladna z izjavami očividcev; opisuje, da je podoben loncu, ki vre.
Naselja, v katerih so živeli Ngāti Rangitihi in Tūhourangi okoli rokava jezera Tarawera Ariki, vključno z Moura, Koutu, Kokotaia, Piripai, Pukekiore in Otuapane, Tapahoro, Te Wairoa, Totarariki in Waingongoro, so bila pokopana ali uničena. Od teh je Te Wairoa zdaj turistična atrakcija in je opisana kot 'pokopana vas'. Uradno število žrtev je bilo 153, veliko več pa jih je bilo razseljenih, zaradi česar je bil izbruh najbolj smrtonosen v zgodovini Nove Zelandije. Preživeli so postali begunci v svoji državi za več generacij.
Izbruh naj bi uničil tudi svetovno znane Rožnate in Bele terase. Vendar pa naj bi 125 let po izbruhu majhen del Rožnatih teras znova odkrili pod jezerom Rotomahana. To je bilo posledica odkritja prej neznane raziskave jezera Rotomahana iz leta 1859, ki jo je izvedel Ferdinand von Hochstetter, ki je bila dešifrirana in objavljena med letoma 2016 in 2019. Ti edinstveni primarni podatki kažejo, da lokacije rožnate, črne in bele terase zdaj ležijo ob sedanjih obalah jezera. Obstaja možnost, da bodo terase ali njihovi deli ležali zasuti, zato ni več mogoče domnevati, da so terase uničene.

## Fantomska waka
Ena legenda, ki obdaja izbruh leta 1886, je legenda o fantomski waki (kanu). Enajst dni pred izbruhom je čoln, poln turistov, ki so se vračali s Teras, videl, da se njihovemu čolnu približuje nekaj, kar je bilo videti kot waka in je izginilo v megli pol milje od njih. Ena od prič je bil duhovnik, lokalni Maor iz Te Arawa iwi. Nihče okoli jezera ni imel takega vojnega kanuja in česa podobnega na jezeru ni bilo videti že vrsto let. Možno je, da je dvig in padec gladine jezera, ki so ga povzročile razpoke pred izbruhom, osvobodilo grobišče waka iz njegovega počivališča. Tradicionalno so mrtve privezali v pokončnem položaju. Objavljena so številna pisma turistov, ki so dogodek doživeli.
Čeprav so skeptiki trdili, da gre za čudaški odsev v megli, so plemenski starešine v Te Wairoa trdili, da gre za waka wairua (kanu duhov) in da je znamenje pogube. Predlagano je bilo, da je bil waka pravzaprav nenavaden val na vodi, ki ga je povzročila seizmična aktivnost pod jezerom, vendar domačini verjamejo, da bo prihodnji izbruh nakazal ponoven pojav wake.

## Geologija
Je znotraj kaldere Ōkataina vulkanskega središča Ōkataina v osrednjem segmentu vulkanske cone Taupō. V tem riolitskem segmentu prevladuje eksplozivna kaldera. Dejanski bazaltni nasip izbruha leta 1886 je dolg 15 kilometrov in se razteza od eruptivne razpoke gore Tarawera do jezera Rotomahana in ima ostanke hidrotermalne vroče točke v dolini vulkanske razpoke Waimangu. Nasip in linearna linija odprtin se na tej točki poravnata z razpoko Taupō.

## Galerija
- Pogled s severa
- Prepad od blizu
- Jugozahodna stran
- Satelitski pogled na jezero Rotorua; Gora Tarawera je v spodnjem desnem kotu
- Gora Tarawera, ki stoji za jezerom Tarawera